# شاپور بخشایی
شاپور بخشایی (زاده ۱۳۱۳ – درگذشته ۱۱ شهریور ۱۳۸۰) بازیگر اهل ایران بود. از مهمترین فیلم‌هایی که او بازی کرده می‌توان به شب حادثه، ناصرالدین‌شاه آکتور سینما و عشق من شهر من اشاره کرد.
وی در حالی که عازم شهرک سینمایی غزالی برای ایفای نقش دانیال نبی  در مجموعه تلویزیونی بشارت منجی بود، بر اثر تصادف درگذشت.

## فیلم‌شناسی

### سینمایی
- مسیح (فیلم) (۱۳۸۴)
- خط‌ها و سایه‌ها (۱۳۷۷)
- سرحد (۱۳۷۵)
- دام (۱۳۷۴)
- مرد نامرئی (۱۳۷۴)
- آقای شانس (فیلم ۱۳۷۳) (۱۳۷۳)
- راز گل شب بو (۱۳۷۲)
- ضربه طوفان (۱۳۷۲)
- رابطه پنهانی (۱۳۷۱)
- تبعیدی‌ها (۱۳۷۰)
- دو نفر و نصفی (۱۳۷۰)
- عشق من شهر من (۱۳۷۰)
- ناصرالدین‌شاه آکتور سینما (۱۳۷۰)
- رانده‌شده (۱۳۶۸)
- شب حادثه (۱۳۶۷)
- جنگل‌بان (۱۳۶۶)
- گرفتار (۱۳۶۶)
- محکومین (۱۳۶۶)
- حماسه دره شیلر (۱۳۶۵)
- دست‌نوشته‌ها (۱۳۶۵)
- هشت و نیم شب (۱۳۶۵)
- اتوبوس (۱۳۶۴)
- سامان (۱۳۶۴)
- برگ و باد (۱۳۶۳)
- پایگاه جهنمی (۱۳۶۳)
- حادثه (۱۳۶۳)
- بالاش (۱۳۶۲)
- سناتور (فیلم) (۱۳۶۲)
- مرز (فیلم) (۱۳۶۰)
- بازرس ویژه (۱۳۶۰)
- تلافی (۱۳۵۶)
- آتش جنوب (۱۳۵۵)
- جایزه (۱۳۵۵)
- راننده اجباری (۱۳۵۴)

### تلویزیونی
- همراهان (مجموعه تلویزیونی) (۱۳۶۹) جهانگیر جهانگیری،اکبر صادقی
- صبحگاه خونین (فیلم تلویزیونی) (۱۳۶۹) فرامرز باصری
- روزگار وصل (۱۳۷۱) مسعود رشیدی شبکه ۱
- ترور (مجموعه تلویزیونی) (۱۳۷۴) حسین حکمت جو
- سوخته‌دلان (۱۳۷۴) بهروز طاهری
- بهترین تابستان من (۱۳۷۵) علی بهادر
- روزگار وصل (مجموعه تلویزیونی ۱۳۷۶) غلامرضا صیامی زاده شبکه سحر
- راز یک خزان (۱۳۷۷) فرامرز باصری